# 上伊田站

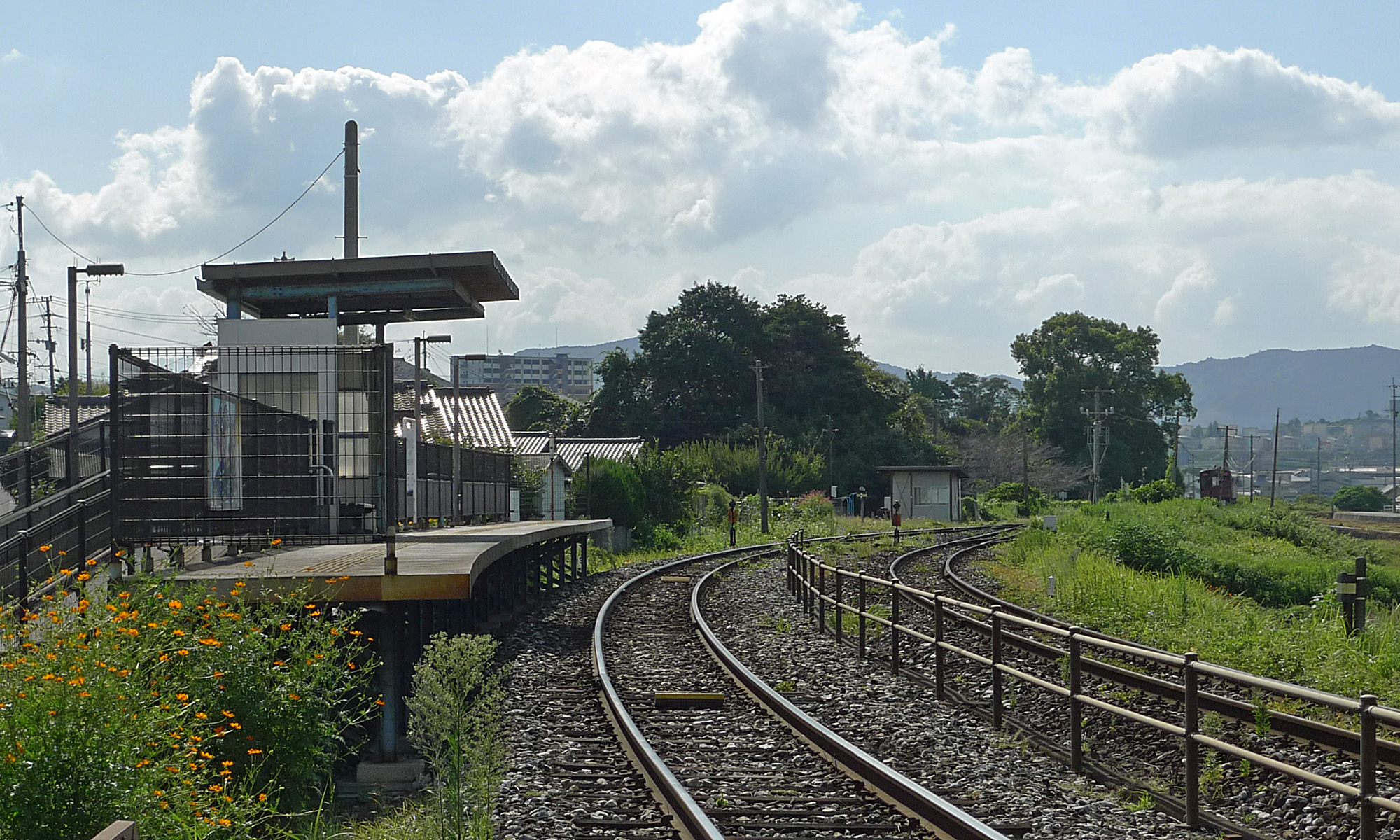
月台(2009年9月)

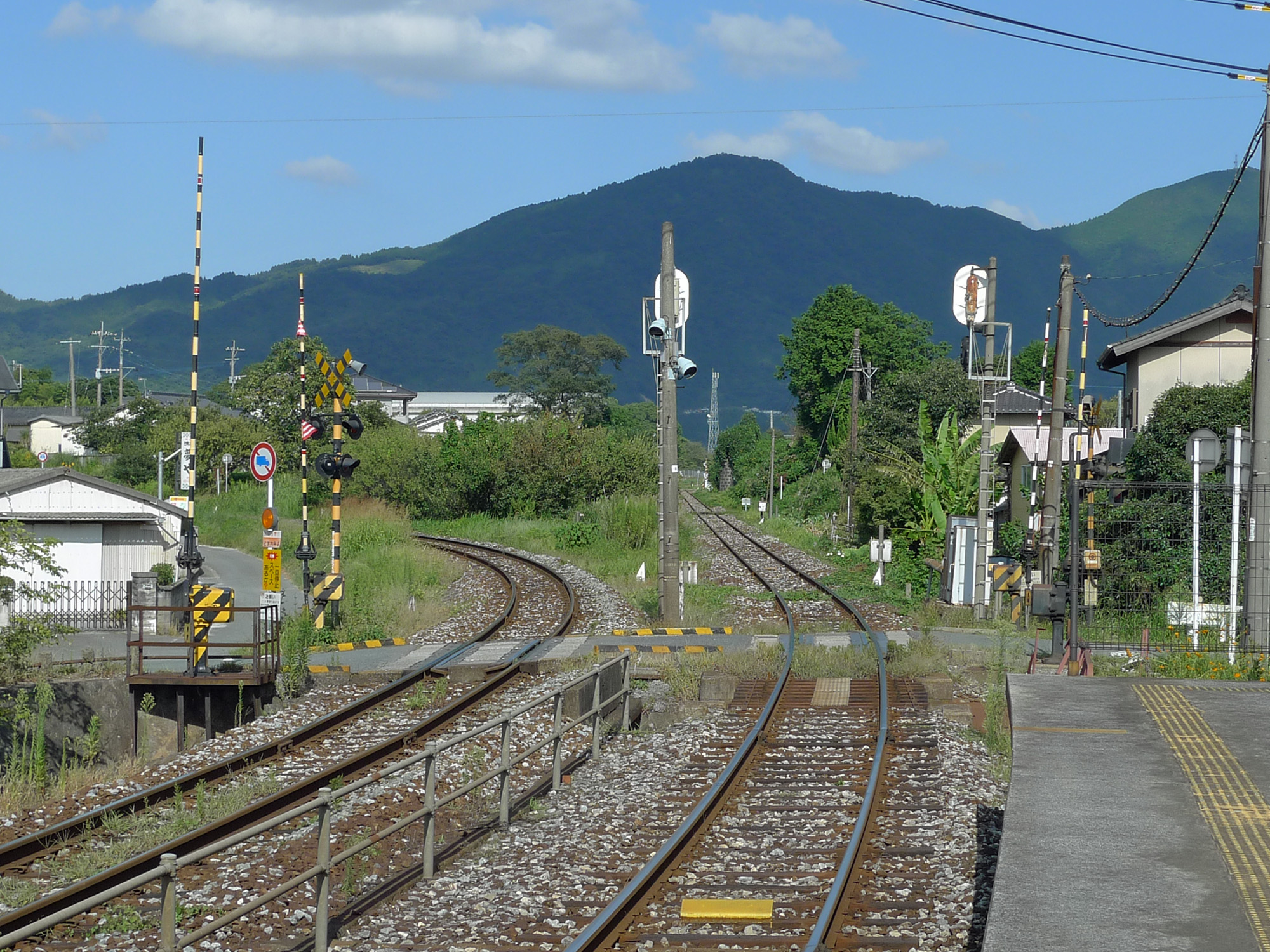
左邊路軌為日田彥山線城野方向、右邊路軌為田川線行橋方向

上伊田站（日语：／ Kamiita eki */?）是位於福岡縣田川市大字伊田1195番2號，屬於平成筑豐鐵道的田川線車站。車站編號為HC16。本站鄰近九州旅客鐵道（JR九州）日田彥山線分支點。信號場位於田川伊田站內。此站與日田彥山線並行，但是沒有設站。
田川市内的金屬回收業者「神田商店」取得此站的命名權。在2009年4月1日，此站愛稱為神田商店 上伊田站。

## 歷史
- 2001年（平成13年）3月3日 - 車站啟用。
- 2009年（平成21年）4月1日 - 此站加設副站名（愛稱）。

## 車站構造
本站是地面車站，設有1面1線的單式月台。此站是無人車站。

## 使用狀況
在2019年度，1日平均上落車人次為50人。
| 上落車人次變化 | 上落車人次變化 |
| 年度           | 1日平均人次    |
| -------------- | -------------- |
| 2008年         | 58             |
| 2009年         | 58             |
| 2010年         | 62             |
| 2011年         | 58             |
| 2012年         | 48             |
| 2013年         | 58             |
| 2014年         | 60             |
| 2015年         | 56             |
| 2016年         | 64             |
| 2017年         | 68             |
| 2018年         | 60             |

## 車站周邊
- 國道322號（日语：国道322号）
- 福岡縣道204號田川犀川線（日语：福岡県道204号田川犀川線）
- 福岡縣道456號金田夏吉伊田線（日语：福岡県道456号金田夏吉伊田線）
- 田川市立伊田中學
- 田川護國神社
- 神田商店
- 福智學園福智高等學校（日语：福智高等学校）
- 鎮西公園
- 新極真會田川道場
- 上伊田西地區公民館
- 天理教田川治長教會
- 上伊田警官聯絡所
- 嶽進高校　上伊田站分校
- 真宗大谷派　香岳寺
- 塞德諾古墳
- 天台寺遺址

## 相鄰車站
平成筑豐鐵道
田川線
勾金（HC17）－上伊田（HC16）－田川伊田（HC15）

## 注腳
1. 1 2  鉄道を未来につなぐために（令和元年度版） ︳ へいちくネット（平成筑豊鉄道）（日語） 各站上落人次調査結果
2. ↑  田川市 此年的事業與統計 （運輸、通信） 平成筑豐鐵道上落車人次

## 外部連結
- 上伊田站 （页面存档备份，存于）（日語）（平成筑豐鐵道沿線情報網站）